# Aktualizace (software)
Aktualizace softwaru je v informatice postup, při kterém je do počítače instalována novější verze jeho programového vybavení. Aktualizace se provádí buď z důvodů implementace vyšší bezpečnosti, oprav chyb, nebo z důvodu přechodu na novější verzi software, která obvykle poskytuje novou funkcionalitu a vlastnosti. Používá se i slovo patch (ang. záplata).

## Historie
V historii byly aktualizace distribuovány na děrných páskách nebo štítkách, zákazník pak následovně musel danou část původního programu vystřihnout a nahradit ji aktualizací. Později se jejich distribuce přesunula na magnetické pásky. Po rozšíření floppy disket byly aktualizace přenášeny pomocí nich (později CD-ROM). V dnešní době, kdy má většina uživatelů PC internet jsou aktualizace hromadně stahovány z webu tvůrců.
Dnes již řada programů provádí aktualizace zcela automaticky, což zjednodušuje práci koncovým uživatelům, takto se aktualizují například serverové softwary nebo dnešní operační systémy

## Aplikace
Velikost aktualizace může být od několika KiB až po stovky nebo tisíce MiB, to závisí na tom, zda jsou součástí aktualizace celé soubory, nebo zdali obsahuje jen upravené části. Hlavně v oblasti počítačových her, kde dochází k záměně obrazových a zvukových dat, dochází k velkému nárůstu objemu dat. U projektů, které se vyznačují objemnými daty a malými, ale častými změnami, můžeme najít aktualizace ve formě programů (většinou specifických podle předchozí verze), které samy po spuštění provedou změny pozměněním souborů stávající verze, popřípadě přistoupí na internet a nejnovější data stáhnou z něj.
Oblíbenost automatických aktualizací u uživatelů se různí podle typu software. V oblasti operačních systémů a serverových softwarů jsou aktualizace velmi důležité, obvykle obsahují opravy, které zvyšují bezpečnost celého systému. To samé, nejspíš v ještě větší míře platí pro antivirový software. Naopak, častá aktualizace méně důležitých utilit může zbytečně zabírat procesorový čas a objem dat přenesených přes internet.
Někteří uživatelé se snaží odložit aktualizace do té doby, než jsou schopni ověřit stabilitu oprav, proto jsou některé aplikace nebo aktualizace vydávány ve verzi beta. Dělení na alfa/beta, resp. stabilní a vývojové verze používají leckdy i vývojáři software, např. pro běžné uživatele nabízejí poslední stabilní verzi a pro nadšence a testery verzi vývojovou.

## Softwarový vývoj
U softwarů patřících do skupiny open source, kde autoři zveřejňují zdrojové kódy, se na aktualizacích podílí širší okruh uživatelů, dochází tak k rychlejšímu vývoji softwaru. Například při počátečním vývoji OS Linux dostal autor, Linus Torvalds, stovky tisíc oprav od mnoha programátorů, které následovně použil.
Apache HTTP Server byl původně vyvinut jako několik aktualizací, které Brian Behlendorf shromáždil pro zlepšení NCSA HTTPd.

## Bezpečnostní aktualizace
Počítačová bezpečnost je v současné době velmi důležitá, protože je velmi intenzivně zneužíváno programátorských chyb, které software obsahuje. Postup, který takovou chybu využívá, se nazývá exploit. Použití exploitu vede k získání určité formy prospěchu (ovládnutí počítače, instalace internetového robota a podobně).
Tato opatření zmírní bezpečnostní ohrožení, které hrozí na internetu.
Například firma Microsoft v dnešní době vydává bezpečnostní aktualizace jednou za měsíc. Většina softwarových firem se snaží vydat bezpečnostní aktualizaci co nejdříve po oznámení zranitelnosti.

## Aktualizace na novější verzi
Počítačové programy se neustále vyvíjejí a pro odlišení jednotlivých fází vývoje se používá nějaká forma označení verzí (číselně: 1.0, 2.5, 2.0.22; nebo slovně: Windows NT, Windows Vista, Windows 7).

## Community Patch
Často se stává, že software už není aktualizován výrobcem, v takovémto případě nastupují komunity uživatelů a tvoří si svoje vlastní aktualizace, proto se jim říká community patche.

## Crack
Neoficiální aktualizace softwaru za účelem obejít ochranu proti kopírování. Tento typ opravy je zakázán ve většině zemí.
Ne vždy musí být novější verze lepší nebo obsahovat méně chyb. Přesto mnoho uživatelů vyžaduje nejnovější verze software, čehož využívají firmy, které software prodávají. Tento fenomén se označuje jako Wow efekt.